# Epimeer
Twee chemische verbindingen zijn epimeren als in precies één asymmetrisch koolstofatoom de configuratie omgekeerd is. Indien er meerder asymmetrische c-atomen een omgekeerde configuratie hebben spreken we van diastereo-isomeren. Dit zijn vormen van stereo-isomeren.
De term epimeer wordt vooral gebruikt in de suikerchemie.
| D-glucose | D-mannose | D-galactose |
| D-glucose | D-mannose | D-galactose |

Bijvoorbeeld de monosachariden D-mannose en D-galactose zijn de twee natuurlijk voorkomende epimeren van D-glucose. D-mannose verschilt van D-glucose in de configuratie rond C nummer 2, D-galactose verschilt van D-glucose in de configuratie rond C nummer 4. D-galactose en D-mannose zijn geen epimeren van elkaar: ze verschillen in 2 configuraties.